# Marko Čakarević
Marko Čakarević (in serbo Марко Чакаревић?; Belgrado, 13 maggio 1988) è un cestista serbo.

## Palmarès

### Squadra
- Campionato serbo: 2

Partizan Belgrado: 2011-12, 2012-13
- Campionato bosniaco: 2

Igokea: 2014-15, 2015-16
- Coppa di Francia: 1

ASVEL: 2007-08
- Coppa di Serbia: 2

Partizan Belgrado: 2012, 2018
- Coppa di Bosnia ed Erzegovina: 2

Igokea: 2015, 2016
- Lega Adriatica: 1

Partizan Belgrado: 2012-13

### Individuale
- KLS MVP: 1

Dynamic Belgrado: 2016-17